# Philosophical Magazine
Philosophical Magazine és una de les revistes científiques més antigues publicades en anglès. Iniciada el 1798 per Alexander Tilloch, el 1822 Richard Taylor es va convertir en redactor comú i s'ha publicat contínuament per Taylor & Francis des de llavors, era la revista d'elecció per a intel·lectuals com Faraday, Joule, Maxwell, J.J. Thomson, Rutherford i John Strutt, tercer baró de Rayleigh. En efecte, el desenvolupament de la ciència des de fa més de 200 anys es pot rastrejar exhaustivament en les seves pàgines.

## Història

### Inicis
El nom de la revista es remunta a una època en què la "filosofia natural" abastava tots els aspectes de la ciència: la física, la química, l'astronomia, la medicina, la botànica, la biologia i la geologia, a més dels fenòmens naturals de diversa índole, per exemple, terratrèmols, erupcions volcàniques, llamps i aurores polars. El primer article publicat a la revista porta a 'Compte de la patent de motor de el senyor Cartwright "(Account of Mr Cartwright's Patent Steam Engine). Altres articles en el primer volum inclou" Mètodes de descobrir si el vi ha estat adulterat amb qualsevol metall que siguin perjudicials per a la salut "(Methods of Discovering whether Wine has been adulterated with any Metals prejudicial to Health) i" Descripció dels aparells utilitzats per Lavoisier per produir aigua de les seves parts components, oxigen i hidrogen "(Description of the Apparatus used by Lavoisier to produeix Water from its component Parts, Oxygen and Hydrogen).

### Segle XIX
A principis de segle xix, els papers clàssics de Humphry Davy, Michael Faraday i James Prescott Joule animada pàgines de la revista, i en la dècada del 1860, James Clerk Maxwell va contribuir amb diversos articles llargs, que va culminar en un document que conté la deducció que la llum és una ona electromagnètica o, com ell deia a si mateix: "difícilment podem evitar la conclusió que la llum consisteix en ondulacions transversals de el mateix mitjà que és la causa dels fenòmens elèctrics i magnètics". El famós article experimental d'Albert Abraham Michelson i Edward Morley va ser publicat en 1887 i això va ser seguit deu anys més tard per "raigs catòdics" article de Joseph John Thompson - essencialment el descobriment de l'electró.
El 1814, la Philosophical Magazine es va fusionar amb la Revista de Filosofia Natural, Química i les Arts (Journal of Natural Philosophy, Chemistry and the Arts), també coneguda com el Diari de Nicholson o Nicholson's Journal (publicat per William Nicholson), per formar la The Philosophical Magazine and Journal. Fusions addicionals amb els Anals de Filosofia (Annals of Philosophy) i El Diari de Ciència d'Edimburg (The Edinburgh Journal of Science) va portar a la retitulació de la revista en 1840, com "The London, Edinburgh and Dublin Philosophical Magazine and Journal of Science." El 1949, el títol va tornar a The Philosophical Magazine.

### Segle XX
A la primera part de segle xx, Ernest Rutherford era un contribuïdor freqüent. Una vegada li va dir a un amic que "Mira el proper número de Philosophical Magazine; És altament radioactiu!" (Watch out for the next issue of Philosophical Magazine; it is highly radioactive!) A més del seu treball sobre la comprensió de la radioactivitat, Rutherford va proposar els experiments de Hans Geiger i Ernest Marsden que va verificar en el seu model nuclear de l'àtom i va portar a el famós article de Niels Bohr sobre els electrons planetaris, que es va publicar a la revista en 1913. Una altra contribució clàssica de Rutherford va ser titulat "Col·lisió de les partícules α amb àtoms lleugers IV. Un efecte anòmal en nitrogen" (Collision of α Particles with Light Atoms. IV. An Anomalous Effect in Nitrogen) un article que descriu no menys que la primera transmutació artificial d'un element.
El 1978, la revista es divideix en dues parts independents, Philosophical Magazine A i Philosophical Magazine B. La part A va publicar documents sobre l'estructura, els defectes i les propietats mecàniques, mentre que la part B es va centrar en la mecànica estadística, les propietats electròniques, òptiques i magnètiques.

### Actualitat
Des de mitjans de segle xx, "Phil Mag" (així es coneix a la revista de manera afectuosa), s'ha centrat en la física de la matèria condensada i publicat treballs importants sobre les dislocacions, les propietats mecàniques dels sòlids, sòlids amorfs, els semiconductors i les ulleres. Com les matèries evolucionar, es va fer més difícil de classificar la investigació en diferents àrees, que ja no era considerat necessari publicar la revista en dues parts, de manera que el 2003 les parts A i B van tornar a fusionar-se. En la seva forma actual, 36 números de la Philosophical Magazine són publicats cada any, complementada amb 12 números de la Philosophical Magazine Letters.

## Sèries
Durant els seus 200 anys d'història, Philosophical Magazine en ocasions ha reiniciat els seus números al volum 1, designant una nova "sèrie" cada vegada. Les sèries de la revista són les següents:
- Philosophical Magazine, Sèrie 1 (1798-1826), els volums de l'1 a l'68
- Philosophical Magazine, Sèrie 2 (1827-1832), els volums de l'1 a l'11
- Philosophical Magazine, Sèrie 3 (1832-1850), els volums de l'1 a l'37
- Philosophical Magazine, Sèrie 4 (1851-1875), els volums de l'1 a l'50
- Philosophical Magazine, Sèrie 5 (1876-1900), els volums de l'1 a l'50
- Philosophical Magazine, Sèrie 6 (1901-1925), els volums de l'1 a l'50
- Philosophical Magazine, Sèrie 7 (1926-1955), els volums de l'1 a l'46
- Philosophical Magazine, Sèrie 8 (1955-present), els volums de l'1 a l'89 (fins a desembre de 2009)

Si la numeració no s'hagués produït, el volum de 2009 (sèrie 8, volum 89) hauria estat el volum 401.